# Just Another Gangsta
| Recensione | Giudizio |
| ---------- | -------- |
| Pitchfork  | 7.6/10   |
| HipHopDX   | [ 2 ]    |

Just Another Gangsta è un album collaborativo dei rapper statunitensi Birdman e Juvenile, pubblicato il 29 marzo 2019 dalla Cash Money Records.

## Antefatti
L'album è stato anticipato dalla pubblicazione del video ufficiale di Just Another Gangsta, pubblicato il 22 febbraio 2019 sul canale YouTube di Birdman, e del video ufficiale di Dreams, pubblicato il 15 marzo 2019 sullo stesso canale.

## Tracce
1. Just Another Gangsta – 3:46 (musica: D-Roc)
2. Broke – 3:01 (musica: Z3N & D-Roc)
3. Back Then – 2:41 (musica: D-Roc)
4. Filthy Money – 3:39 (musica: 17OnDaTrack & D-Roc)
5. Breeze – 2:18 (musica: D-Roc)
6. From Tha Block – 2:32 (musica: D-Roc)
7. Newly Exposed – 2:49 (musica: Super Earz)
8. Tonight – 2:09 (musica: D-Roc)
9. From the Bottom – 3:12 (musica: D-Roc)
10. One Two – 3:44 (musica: 17OnDaTrack & D-Roc)
11. Today – 2:24 (musica: D-Roc)
12. Dreams (feat. NLE Choppa) – 2:42 (musica: D-Roc)

### Campionamenti
Broke campiona Darlin’ Darlin’ Baby (Sweet, Tender, Love) degli The O’Jays, estratta da Message in the Music del 1976 ed è inclusa nella colonna sonora FIFA 20 VOLTA Football Soundtrack.